# Olavarría

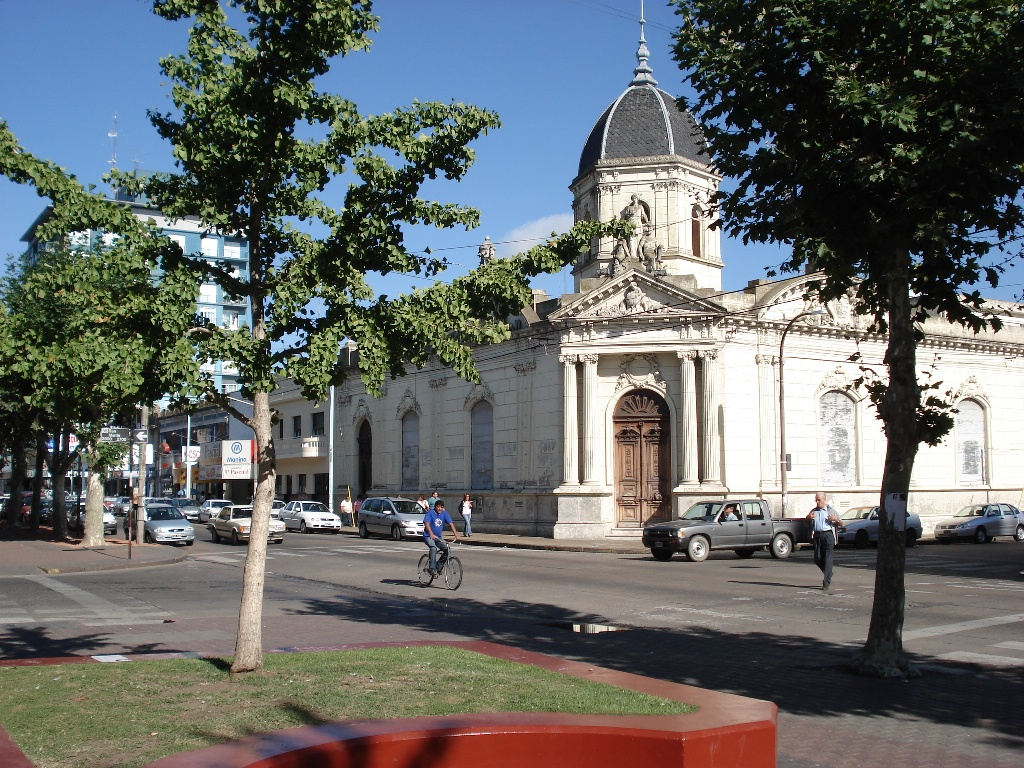
Byggnad i Olavarría.

Olavarría är en stad i provinsen Buenos Aires, Argentina. Staden grundades den 25 november 1867 och namngavs efter den argentinska militärledaren José Valentín de Olavarría (1801–1845).